# استان بریانسک
استان بریانسک (به زبان روسی: Бря́нская о́бласть، تلفظ: بریانسکایا اُبلاست) یکی از واحدهای فدرالی روسیه است.
جمعیت این استان ۱٬۳۷۸٬۹۴۱ نفر (۲۰۰۲)، مساحت آن ۳۴٬۹۰۰ کیلومتر مربع و مرکز آن شهر بریانسک است.

## شهرها

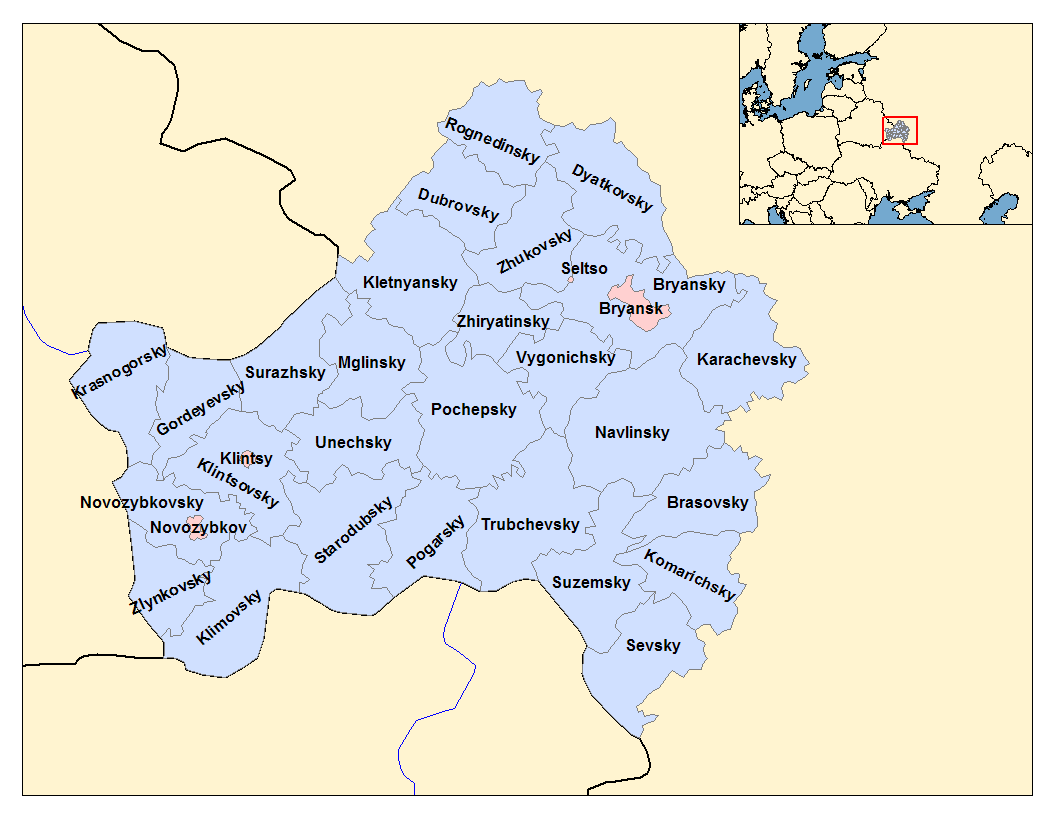

استان بریانسک در نقشهٔ روسیه.

- استارودوب
- اونچا
- بریانسک
- تروبچفسک
- دیاتکوفو
- زلینکا
- سفسک
- سلتسو
- سوراژ
- فوکینو
- مگلین
- نووزیبکوف
- پوچپ
- ژوکوفکا
- کاراچف
- کلینتسی